# Helah Kiprop
Helah Kiprop Jelagat (ur. 7 kwietnia 1985) – kenijska lekkoatletka specjalizująca się w biegach długodystansowych, srebrna medalistka mistrzostw świata.
W 2015 startowała na mistrzostwach świata w Pekinie, zdobywając srebrny medal w biegu maratońskim. Dwa lata później podczas kolejnej edycji światowego czempionatu w Londynie, w tej samej konkurencji, Kenijka zajęła siódme miejsce.

## Osiągnięcia
| Rok  | Impreza              | Miejsce        | Konkurencja | Pozycja    | Wynik   |
| ---- | -------------------- | -------------- | ----------- | ---------- | ------- |
| 2015 | Mistrzostwa świata   | Pekin          | maraton     | 2. miejsce | 2:27:36 |
| 2016 | Igrzyska olimpijskie | Rio de Janeiro | maraton     | –          | DNF     |
| 2017 | Mistrzostwa świata   | Londyn         | maraton     | 7. miejsce | 2:28:19 |

## Rekordy życiowe
- półmaraton – 1:07:39 (2013)
- maraton – 2:21:27 (2016)